# مرگ و پنگوئن
مرگ و پنگوئن (انگلیسی: Death and the Penguin) کتابی نوشته آندری کورکف، نویسنده اوکراینی، است. وقایع این کتاب در شهر کی‌یف پایتخت اوکراین رخ می‌دهد. به‌طور کلی، کورکف در این رمان فضای اجتماعی خفه اوکراین را پس از جدایی از شوروی نمایش داده‌است.

## داستان
ویکتور که نویسنده ای شکست خورده‌است به همراه میشا (پنگوئن) زندگی می‌کند. بخش نگهداری پنگوئن‌های باغ وحشِ شهر «کی یف» تعطیل گشته و به این دلیل میشا در کنار ویکتور زندگی می‌کند. داستان از زمانی شکل می‌گیرد که ویکتور برای چاپ آخرین داستانش به روزنامه‌های مختلف مراجعه کرده اما در عوض قبول داستانِ ویکتور، به او پیشنهاد نوشتن آگهی ترحیم در روزنامه می‌کنند. ویکتور این پیشنهاد را قبول کرده؛ اما پس از قبول این درخواست، برای ویکتور در این راه اتفاقات خطرناک و مرموزی ایجاد می‌شود.

## کتاب در ایران
- کورکف، آندری. مرگ و پنگوئن. ترجمهٔ شهریار وقفی پور. انتشارات روزنه.